# Епархия Запада
Епархия Сан-Франциско и Запада (англ. Diocese of San Francisco and the West, Сан-Францисская и Западная епархия) — епархия Православной Церкви в Америке на территории территории штатов Аризона, Вашингтон, Гавайи, Калифорния, Колорадо, Монтана, Невада и Орегон.
Кафедральный город — Сан-Франциско. Кафедральный собор — Троицкий.

## История
Первый православный приход на территории епархии был основан в 1825 году в Форте Росс. В 1857 году был создан приход в Сан-Франциско.
В 1872—1905 Сан-Франциско был кафедральным городом Алеутской епархии Русской Православной Церкви.
После разделения Североамериканской епархии на три благочиния, «Благочиние Западных Штатов» стало прародителем нынешней Епархии Запада. В 1920-х годах отделились греческие приходы, перешедшие сперва в Элладскую церковь, затем в Константинопольскую. В 1924 году было создано викариатство Запада.
В 1927 году русская «Северо-Американская митрополия» отделилась от Архиерейского Синода Русской Православной Церкви Заграницей. С тех пор в составе обособившейся Американской митрополии, а затем наследовавшей ей Православной Церкви в Америке, беспеременно существовала Сан-Францисская кафедра, сделавшаяся самостоятельной вероятно в 1930-х годах.
В 1941 году в Калифорнии монахинями, переселившимися из Китая, основан первый женский монастырь.
В ноябре 1946 года Северо-Американская митрополия отделилась от Архиерейского Синода РПЦЗ, многие клирики и миряне этого не приняли, вследствие чего далее существовали параллельные епархии: одна в подчинении РПЦЗ, другая — в Северо-Американской митрополии.
В 1957 году прошла первая епархиальная ассамблея, после чего епархия начала проводить активную миссию. В 1960-х годах приходы епархии начали переходить на английский язык в богослужении и принимать новоюлианский календарь.
В 1994 году для миссионерских приходов был создан отдельный деканат (благочиние).

## Епископы
- Аполлинарий (Кошевой) (1926 — 1 февраля 1927)
- Алексий (Пантелеев) (6 февраля 1927—1931)
- Феофил (Пашковский) (1931 — 27 июня 1950)
- Иоанн (Шаховской) (1950—1974)
- Владимир (Нагосский) (1974 — июль 1975)
- Герман (Свайко) (1975) в/у, еп. Вилкс-Бэррийский
- Иоанн (Шаховской) (1975—1979)
- Димитрий (Ройстер) (1979—1980) в/у архиеп. Далласский
- Василий (Родзянко) (10 ноября 1980 — 25 апреля 1984)
- Борис (Гижа) (1984—1987) в/у, еп. Чикагский
- Иов (Осацкий) (1987) в/у, еп. Хартфордский
- Тихон (Фицджеральд) (30 мая 1987 — 14 ноября 2006)
- Герман (Свайко) (14 ноября 2006 — 20 марта 2007) в/у, митр. Вашингтонский
- Вениамин (Питерсон) (20 марта 2007 — 15 июля 2025)
- Василий (Пермяков), избран

## Викариатство
- Берклийское (недейств.)
- Санта-Роузское (недейств.)
- Сиэтлийское (недейств.)

## Монастыри
- Покровский монастырь (женский; Лэйк-Джордж, штат Колорадо)
- Иоанно-Шанхайский монастырь (мужской; Мэнтон, штат Калифорния)
- Варваринский монастырь (женский; Санта-Пола, штат Калифорния)
- Успенский монастырь (женский; Калистога, штат Калифорния)
- Казанский скит (женский; Санта-Роза, штат Калифорния)

## Благочиния
- Центрально-тихоокеанское благочиние
- Северно-тихоокеанское благочиние
- Южно-тихоокеанское благочиние
- Благочиние Пустынь
- Благочиние Скалистых гор
- Миссионерский благочинный округ